# Оропом (язык)
Оропом (Oropom, Oworopom, Oyoropom, Oropoi) — почти наверняка вымерший язык одноимённого народа, на котором говорили в северо-восточной Уганде и северо-западной Кении между рекой Теркуэлл, горами Хеморонгит и горой Элгон. Кроме приведённого названия, ещё указываются следующие лингвонимы — oworopom, oyoropom и oropoi.
Язык крайне слабо изучен, существует только одна работа, содержащая оригинальное исследование языка (Wilson 1970), которая обсуждается ещё в нескольких работах. Статья Уилсона показывает только короткий список слов (хотя в ней говорится, что «процесс сбора ещё продолжается») и была написана в период, когда язык уже почти исчез. Она базировалась главным образом на воспоминаниях двух старых женщин. Одна — из семьи, оставшейся на территории округа Матенико после рассеяния народа оропом, которая помнила немного слов этого языка. Другая — происходила от пленников, взятых представителями народа карамоджонг у Теркуэлл, и могла вспомнить достаточно много слов. Очевидно, что при таких обстоятельствах могут быть установлены только самые общие детали языка.
Опираясь на полученные сведения, Уилсон заключил, что должно было существовать минимум два диалекта. На первом говорили в области вокруг Теркуэлл, и он содержал значительное число заимствований из языка луо и некоторое количество — из языков банту. На втором говорили на территории округа Матенико и он включал меньше слов из луо. Оба содержали заимствования из календжинского языка.
Уилсон относит оропом к койсанским языкам, видимо, базируясь исключительно на внешнем виде носителей, но такая идентификация не надежна. Elderkin (1983) указывает, что опубликованные данные показывают некоторое подобие с кульякскими языками, которое вполне может быть установлено через нилотские языки. Также есть небольшое количество подобий с хадза и минимальное — с сандаве. Так, он приводит 8 потенциально подобных слов между оропом и хадза и 4 — между оропом и сандаве. Гарольд Флемминг также отмечает, что начальный обзор полагает некоторую возможную общность между оропом и кульякскими языками, вероятно, реликтовой нило-сахарской группой, найденной в северной Уганде. Но, при отсутствии дальнейших работ, оропом остаётся неклассифицированным языком и иногда рассматривается как изолят.
Некоторые лингвисты ставят под сомнение существование этого языка в прошлом. Исследования Б. Гейне в 1976 году не обнаружили не только свидетельств существования этого языка в прошлом, но и самой этнической группы. В связи с чем были высказаны предположения, что данные об оропом были сконструированы первоописателем или же информантами. Сам Уилсон указывал, что при работе ему приходилось иметь дело с «множеством шарлатанов». M. L. Souag, анализируя работу Уилсона, приходит к выводу, что фальсификация данных о языке автором маловероятна, однако она могла быть совершена его информантами. Так или иначе, дальнейшие исследования, в частности, анализ топонимов района Караможда, могут пролить свет на эту проблему.